# Вяловка
Вяловка (нар. южносельк. А́йгора) — река в России, протекает по Томской области. Устье реки находится в 3 км по правому берегу протока Парабель. Длина реки составляет 35 км. Приток — Левая Вяловка.
Высота истока — более 91,1 м над уровнем моря.

## Данные водного реестра
По данным государственного водного реестра России относится к Верхнеобскому бассейновому округу, водохозяйственный участок реки — Обь от впадения реки Чулым до впадения реки Кеть, речной подбассейн реки — Чулым. Речной бассейн реки — (Верхняя) Обь до впадения Иртыша.
Код объекта в государственном водном реестре — 13010500112115200024124.